# 寺津町
寺津町（てらづちょう）は、かつて愛知県幡豆郡にあった町である。
現在の西尾市の一部であり、三河湾の平坂入江に接する。

## 沿革
- 江戸時代、この地域は西尾藩領、沼津藩領、大多喜藩領、旗本領、寺社領などであった。
- 1883年（明治16年） - 寺津村と古居新田が合併し、寺津村となる。
- 1889年（明治22年）10月1日 - 寺津村と徳永村が合併し、寺津村となる。
- 1893年（明治26年）10月9日 - 寺津村の一部（大字徳永）が奥津村に編入される。
- 1906年（明治39年）5月1日 - 寺津村と西崎村が合併し、寺津村となる。
- 1913年（大正2年）4月1日 - 平坂村の一部（大字徳永）を編入する。
- 1929年（昭和4年）4月1日 - 寺津村が町制を施行し、寺津町となる。
- 1954年（昭和29年）8月10日 - 西尾市に編入される。

## 学校
- 寺津町立寺津小学校（現・西尾市立寺津小学校）
- 寺津町立寺津中学校（現・西尾市立寺津中学校）

## 交通機関
鉄道
- 名古屋鉄道三河線[2]
  - 北寺津駅[3]・寺津駅

## 寺院・仏閣
- 寺津八幡社